# Koran Tempo
Koran Tempo is een Indonesische krant in Indonesië. Het dagblad verscheen voor het eerst op 2 april 2001. De krant, eigendom van PT Tempo Inti Media Harian, komt dagelijks uit in een oplage van 100.000 exemplaren.